# Якимкин, Виктор Григорьевич
Виктор Григорьевич Якимкин (01.05.1922 — 25.09.1948) — командир отделения роты связи 334-го гвардейского стрелкового полка, гвардии сержант — на момент представления к награждению орденом Славы 1-й степени.

## Биография
Родился 1 мая 1922 года в городе Брянск. Работал на заводе.
В августе 1941 года был призван в Красную Армию Брянским горвоенкоматом. На фронте в Великую Отечественную войну с 1942 года. Воевал на Брянском, 1-м, 2-м и 3-м Белорусских фронтах.
К осени 1943 года воевал в 120-й гвардейской стрелковой дивизии, связистом в роте связи 339-го гвардейского стрелкового полка. При форсировании реки Проня в конце октября 1943 года под огнём противника обеспечивал бесперебойную связь КП полка с батальонами, был награждён первой боевой наградой — медалью «За отвагу». В декабре того же года гвардии сержант Якимкин воевал уже в составе 334-го гвардейского стрелкового полка той же дивизии, был награждён второй медалью «За отвагу».
24-25 июня 1944 года в боях у деревни Веричев гвардии сержант Якимкин под огнём противника обеспечил бесперебойную связь штаба полка с подразделениями, устранив 8 порывов на линии. Был ранен в голову, но остался в строю.
Приказом по частям 120-й гвардейской стрелковой дивизии от 30 июля 1944 года гвардии сержант Якимкин Виктор Григорьевич награждён орденом Славы 3-й степени.
20 июля 1944 года в бою у деревни Грудек гвардии сержант Якимкин под обстрелом противника устранил 5 повреждений на линии связи между штабом полка и КП батальона. Был ранен, но остался в строю и устранил ещё 4 порыва.
Приказом по 3-й армии от 12 октября 1944 года 474 н гвардии сержант Якимкин Виктор Григорьевич награждён орденом Славы 2-й степени.
20 марта 1945 года в бою под городом Хайлигенбайль гвардии сержант Якимкин в том же боевом составе вместе с бойцами отделения ликвидировал свыше 50 порывов линии связи. Отбивая контратаки, из автомата уничтожил 8 противников. Был ранен, но поля боя не покинул.
Указом Президиума Верховного Совета СССР от 31 мая 1945 года за образцовое выполнение заданий командования в боях с захватчиками гвардии сержант Якимкин Виктор Григорьевич награждён орденом Славы 1-й степени. Стал полным кавалером ордена Славы.
В декабре 1945 года был демобилизован. Вернулся в родной город. Работал слесарем на военном заводе. Трагически погиб 25 сентября 1948 года.
Награждён орденом Отечественной войны 2-й степени, орденами Славы 3-х степеней, медалями, в том числе двумя медалями «За отвагу» и медалью «За боевые заслуги».